# Ervin Kováts
Ervin Sz. Kováts (29 de setembre de 1927, Budapest, Hongria – 7 de juny de 2012, Morges, Suïssa) fou un químic orgànic que realitzà importants aportacions a la cromatografia i conegut per definir l'índex de retenció de Kováts.

## Vida
El 1949 Kováts es graduà en enginyeria química a la Universitat Tècnica de Budapest. El mateix any emigrà a Suïssa i hagué de repetir part dels seus estudis per aconseguir que li fos acceptat el títol a l'Eidgenössische Technische Hochschule (ETH) de Zúric. Completà els estudis l'any 1951 i inicià la recerca de doctorat amb Hans H. Günthard (1916–2006) al Laboratori de Química orgànica sobre la deshidrogenació catalitzada dels hidroazulens en fase gasosa. Es doctorà el 1953 i continuà la seva vinculació amb la universitat com a membre del Laboratori de Química Orgànica i posteriorment del Laboratori de Tecnologia Química Orgànica. Treballà amb Lavoslav Ružička (1887–1976), Premi Nobel de Química l'any 1930. El 1967 es traslladà a Lausana, Suïssa, com a professor de química tècnica a l'Ecole Polytechnique Fédérale (EPF). El 1969 fou president del Comitè Científic que organitzà el reeixit Simposi sobre Cromatografia de Columnes. Fou degà de la sortida de l'enginyeria química del 1972 al 1973 i del 1986 al 1987. Es jubilà el 1994 i es convertí en professor emèrit de la universitat. Paral·lelament, fou professor de Química Física a la Universitat de Pannonia a Hongria des de 1996 fins a 1997.

## Obra

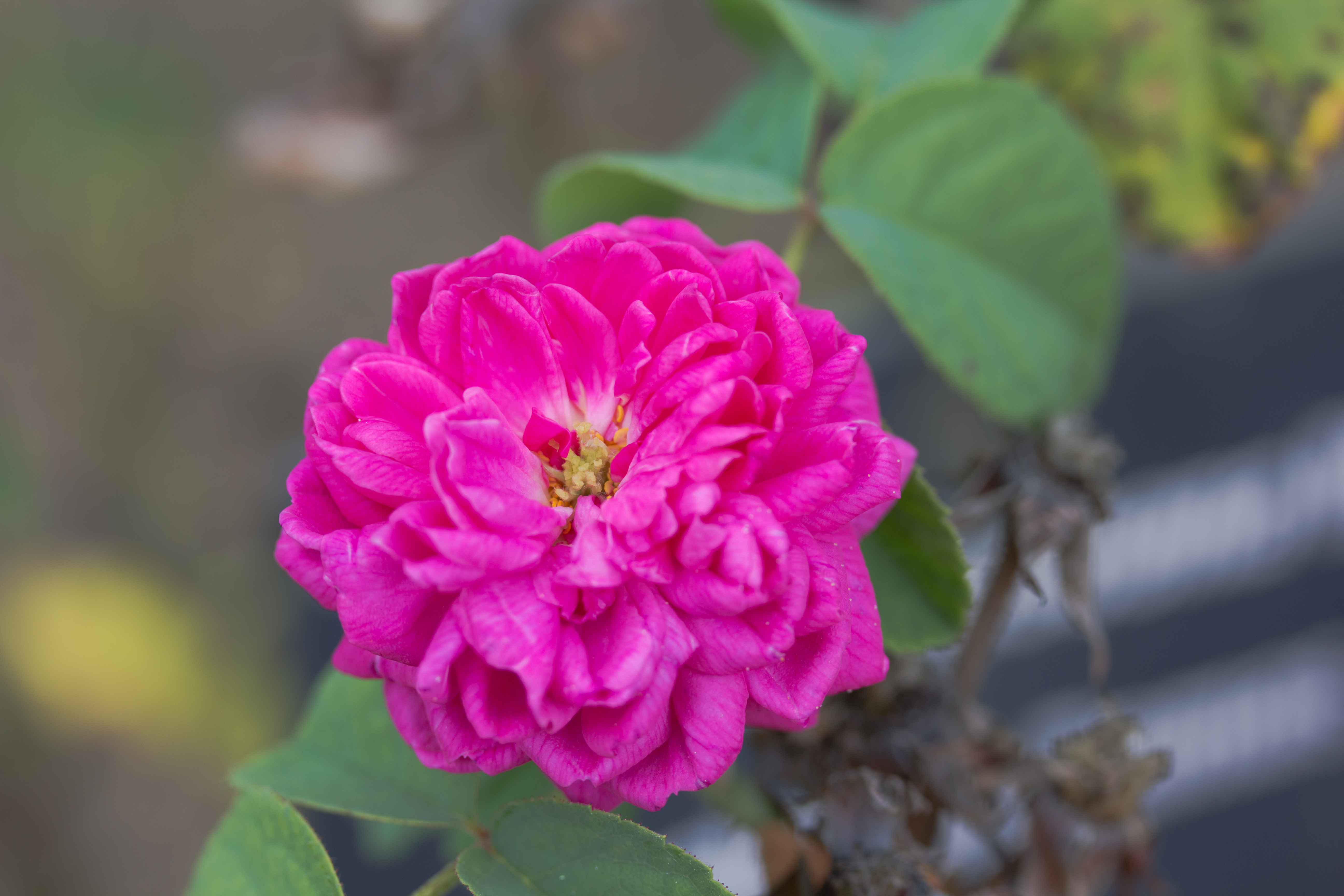
Rosa de Damasc (Rosa x damascena).

El 1955 rebé l'encàrrec d'aclarir la composició dels olis essencials mitjançant tècniques analítiques i de separació d'última generació. En aquest ambiciós projecte la cromatografia de gasos, que acabava d'introduir el bioquímic anglès Archer John Porter Martin (1910–2002), jugà un paper important, i amb l'enginyosa utilització de la nova tècnica Kováts aviat realitzà aportacions d'importància fonamental. El més conegut és el seu índex de retenció, i el seu article publicat l'any 1958 sobre aquest tema s'ha convertit en una de les publicacions més citades en el camp de la cromatografia. En la següent dècada se centrà en l'estudi de la composició d'uns quants olis essencials. Aviat acabà la investigació de l'oli de pell de mandarina i l'oli de llima, identificant la majoria dels compostos presents, i després estudià amb detall l'oli de rosa, molt complex, extret de la Rosa damascena, cultivada a Bulgària. Aquesta tasca no fou completada fins al 1987.
Establí un laboratori de recerca reconegut internacionalment i molt respectat i organitzà diversos simposis internacionals sobre cromatografia. Fou un dels principals ponents en la majoria dels congressos científics internacionals dedicats a la cromatografia. També fou membre del consell editorial del Journal of Chromatography (1965) i d'Adsorption Science & Technology (1997).

## Honors
Els seus èxits foren mereixedors de molts honors. Destaquen la Medalla de cromatografia Tswett de l'Acadèmia de Ciències de l'URSS el 1977, el premi Martin de 1986 de la Societat Cromatogràfica i les medalles commemoratives de la Universitat de Budapest (1986), la Universitat de Hèlsinki (1987) i la Universitat d'Aix-Marseille. Fou membre honorari de la Societat Química Hongaresa i del Groupement pour l'Avancement des Méthodes Spectroscopiques (GAMS).